# Friedrich-Joseph von Brühl
Maria Friedrich-Joseph Hubertus Michael Rupert Graf von Brühl (* 27. März 1875 in Pförten; † 24. Januar 1949 in Herten) war erbliches Mitglied des Preußischen Herrenhauses und Fideikommissherr.

## Leben
Brühl entstammte dem alten sächsisch-thüringischen Adelsgeschlecht Brühl mit Stammhaus auf Gangloffsömmern in Thüringen, das vor allem in Sachsen zu Macht und Einfluss geraten war. Die im Familienbesitz befindliche Standesherrschaft Pförten geriet als Folge des Siebenjährigen Krieges in preußisches Hoheitsgebiet, blieb aber im Besitz der Familie und begründete den Anspruch auf einen erblichen Sitz im Preußischen Herrenhaus.
Er war der Sohn von Friedrich-Franz Graf von Brühl (1848–1911) und erbte nach dem Tod seines Vaters als ältester Sohn dessen Besitzungen, darunter zählten neben der früheren Standesherrschaft Forst und Pförten auch Güter in Straußfurt, Oegeln, Kummeltitz, Weltho und Mehlen im Kreis Guben.
Graf von Brühl war um 1900 Leutnant im 1. Garde-Dragoner-Regiment „Königin Victoria von Großbritannien und Irland“ zu Berlin. Er wohnte damals gleich neben der Kaserne. Später wurde er Rittmeister. Nach dem Ersten Weltkrieg war Franz kurzzeitig Mitglied der zu jener Zeit noch kleinen Deutschen Adelsgenossenschaft, Landesabteilung Frankfurt a. O. und wird im Mitgliederverzeichnis als Rittmeister d. R. a. D. betitelt. Er nimmt nachfolgend in den 1930er Jahren auch an keinen nennenswerten Reserveübungen des 9. Kavallerie-Regiments in Fürstenwalde mehr teil, welches die Tradition der Dragoner übernahm. Das ist aber in der Verhaltensweise bei großen Standesherren durchaus üblich gewesen.
Der Landesdirektor der preußischen Provinz Brandenburg ernannte ihn am 6. März 1920 zum Preußischen Provinzialrat.
Für die Phase kurz vor der großen Wirtschaftskrise 1929/1930, die auch die großen Begüterungen in enorme Schwierigkeiten brachten, liegen die Daten für den gesamten Besitz des Grafen Brühl-Pförten vor. Das Besitztum umschloss die Standesherrschaft Forst-Pförten, zusammen auf 20625 ha, mit Wirtschaftshöfen, Vorwerken, Schäfereien und Gütern, sämtlich geleitet von mehreren Verwaltern, davon die 17000 ha der Waldreviere, geführt von einem Oberförster und einem Forstmeister. Dieser Bereich lag im Kreis Sorau. Im Kreis Guben gehörten die Rittergüter Cummeltitz, Oegeln mit Welto und Mehlen noch dazu, etwa 1912 ha.
Friedrich-Joseph von Brühl war neben Fürst Friedrich zu Solms-Baruth, Graf Dietlof von Arnim-Boitzenburg und Graf von der Schulenburg-Lieberose einer der größten Grundbesitzer in der Mark Brandenburg.
Seine Besitzungen wurden 1945 durch die Bodenreform in der Sowjetischen Besatzungszone sowie die Vertreibung aus den Gebieten östlich der Oder-Neiße-Linie enteignet. Als Flüchtling lebte er auf Schloss Herten in Westfalen, das den Grafen Droste zu Vischering von Nesselrode-Reichenstein gehörte. Mathilde Gräfin Brühl-Pförten lebte zum Schluss allein in dem sonst nicht mehr genutzten Herrenhaus.

## Familie
Brühl heiratete am 27. März 1903 in Pförten Mathilde Freiin von Twickel (* 30. März 1877; † 23. Oktober 1957). Das Ehepaar hatte folgende Kinder:
- Sophia (* 4. August 1908; 5. Oktober 1998) ⚭ 1935 Karl Graf von Nostitz-Rieneck (* 6. März 1901; † 5. Juni 1961)
- Bertha (* 14. März 1912)
- Friedrich August (* 15. Mai 1913; † 5. November 1981) ⚭ 1942 Maria Elisabeth Gräfin von Korff (* 22. Oktober 1917)
- Viktoria (* 14. September 1914; † 23. Juli 2001) ⚭ 1940 Georg Graf von Nostitz-Rieneck (* 13. März 1904; † 11. Oktober 1992)
- Josepha (* 14. März 1917)
- Margaretha (* 3. Juli 1918)